# 아비무쌍
《아비무쌍》는 매주 화요일 노경찬, 이현석이 다음 웹툰에서 연재하는 웹툰이다.